# Дамјано Томази
Дамјано Томази (итал. Damiano Tommasi; 17. мај 1974) је бивши италијански фудбалер и национални репрезентативац.

## Каријера

### Клупска
Томази је након јуниорског састава Вероне, 1993. прешао у сениоре у којима је играо три сезоне. Након тога отишао је у Рому чији је члан био десет година те је с њом 2001. освојио Серију А и италијански Суперкуп. Током пријатељске утакмице против Стоук ситија у лето 2004, Томази је тешко повредио колено због чега је дуго одсуствовао са терена.
У јулу 2006. играч прелази у шпански Леванте у којем је провео две сезоне све док клуб није испао из Примере. Након тога Томази 10. септембра 2008. потписује једногодишњи уговор за енглески Квинс парк ренџерс. Међутим играч је са клубом споразумно раскинуо уговор већ 9. септембра следеће године због преговора са кинеским Тјенцин Тедом. Завршетком сезоне Томази се враћа у домовину где је одиграо још две сезоне за нижелигаша „Сант'Ана д'Алфаедо“.

### Репрезентативна
Томази је најпре наступао за италијанску У21 репрезентацију са којом је 1996. освојио европски јуниорски наслов а исте године је са њоме учествовао и на Олимпијским играма у Атланти.
За сениорски састав је дебитовао 18. новембра 1998. против Шпаније. Тада је остао запамћен по томе да је након што је уведен на списак репрезентативаца изјавио да у том тренутку не заслужује част ношења националног дреса.
Од већих такмичења, Томази је учествовао на Светском првенству 2002. у Јапану и Јужној Кореји где је одиграо све четири утакмице у првом саставу и свих 90 минута.
Последњи сусрет у дресу Азура одиграо је 15. новембра 2003. у пријатељском сусрету против Румуније.

#### Голови за репрезентацију
| #  | Датум              | Место             | Противник | Погодак | Резултат | Такмичење            |
| -- | ------------------ | ----------------- | --------- | ------- | -------- | -------------------- |
| 1. | 5. септембар 2001. | Пјаченца, Италија | Мароко    | 1: 0    | 1: 0     | пријатељска утакмица |

## Успеси

### Клупски
Рома
- Серија А: 2000/01.
- Суперкуп Италије: 2001.

### Репрезентативни
Италија до 21
- Европско првенство до 21. године: 1996.